# Baba Adamu
Baba Adamu (ur. 20 października 1979 w Kumasi) – ghański piłkarz grający na pozycji napastnika.

## Kariera klubowa
Karierę piłkarską Adamu rozpoczął w klubie All Blacks FC, pochodzącego z miasta Swedru. W 1996 roku zadebiutował w jego barwach w ghańskiej Premier League. W All Blacks grał do końca 1997 roku, na początku 1998 został piłkarzem Ash-Shabab Dubaj ze Zjednoczonych Emiratów Arabskich. Tam występował do końca 2000 roku.
Z początkiem 2001 roku Adamu ponownie zmienił klub i został zawodnikiem rosyjskiego Czernomorca Noworosyjsk. Pół roku później przeszedł do Rostselmasza Rostów. Z kolei w połowie 2002 roku trafił do Lokomotiwu Moskwa, z którym został mistrzem Rosji. W 2003 roku najpierw grał w Dynamie Mińsk, z którym zdobył Puchar Białorusi, a następnie od połowy roku do 2004 roku w Al-Nasr Dubaj. W 2004 roku wrócił do Rosji i przez blisko 2 lata grał w FK Moskwa i Krylji Sowietow Samara.
W sezonie 2006/2007 Adamu występował w tureckim Sakaryasporze, a następnie wrócił do ojczyzny. Przez pół roku był piłkarzem Asante Kotoko z rodzinnego Kumasi, z którym wywalczył mistrzostwo Ghany. Na początku 2008 roku odszedł do Al-Hilal z Rijadu i został z nim mistrzem Arabii Saudyjskiej. Od 2008 roku do 2010 roku był graczem King Faisal Babes z Kumasi. W sezonie 2011/2012 grał w Berekum Chelsea.

## Kariera reprezentacyjna
W reprezentacji Ghany Adamu zadebiutował w 1999 roku. W 2006 roku został powołany do kadry na Pucharu Narodów Afryki 2006. Na tym turnieju rozegrał jedno spotkanie, z Zimbabwe (1:2 i gol w 90. minucie).